# Maira tuberculata
Maira tuberculata là một loài ruồi trong họ Asilidae. Maira tuberculata được Wulp miêu tả năm 1872. Loài này phân bố ở miền Ấn Độ - Mã Lai.